# Ками, Давид
Давид Ками (настоящая фамилия Каминский, казнён в 1943) — советский разведчик, оперативные псевдонимы Додо, Камиль, Лейтенант Антон Данилов, Антонио, Десметс, де Смет, де Смит.

## Биография
Был специалистом по тайнописи и радистом. Работал на группу Гуревича с лета 1941 года до момента своего ареста в Брюсселе в ночь с 12 на 13 декабря 1941 года.
По профессии инженер, в 1937 году в составе интернациональной бригады воевал в Испании, служил в 15-й вместе с братом Бен-Иозефом Ками. Затем эмигрировал в Палестину.
В начале Второй мировой войны вернулся во Францию и служил до её поражения в армии. После перебрался в Бельгию. В июне 1941 года был направлен Треппером в Брюссель для укрепления группы Гуревича и помощи Макарову в качестве радиста. Фальшивые документы на имя Смета он получил через Гийома Хоорикса, который получил их от Ремейкера.
12 декабря 1941 года во время сеанса связи в дом № 101 по улице Атребат в Брюсселе был арестован. Во время перестрелки был серьёзно ранен. Немцы попытались привлечь Ками к радиоигре, но его участие в ней оказалось совершенно бесполезным. На одном из допросов он представился как Антон Данилов, лейтенант Советской армии.
Из воспоминании Леопольда Треппера:

Иное дело Ками — за двадцать лет подполья он сталкивался с немалым количеством соратников по борьбе и, естественно, не желает навлечь на кого-то из них неприятности. Вот почему этот еврей, не являясь подданным какого-либо государства, в ходе одного допроса 'с пристрастием' говорит, что он якобы Антон Данилов — лейтенант Советской Армии: Он достаточно хорошо владеет русским, чтобы эта версия могла показаться достоверной. Он заявляет, что в 1941 году был командирован в советское посольство в Виши, где оставался до самого начала войны. Затем, добавляет он, его послали в Брюссель в помощь Аламо. Он утверждает, что не знает никого, кроме тех, кого арестовали вместе с ним. Немцы принимают эту побасёнку за чистую монету. Даже через несколько месяцев после его задержания они вполне уважительно отзываются об этом 'советском офицере Данилове' (назвать себя в этой обстановке офицером противника — хитрейший ход). Гестаповцы подчеркивают, что арестованный держится очень мужественно и — не хочет ничего говорить.

В 1943 году был депортирован в Третий рейх и там казнён.